# 91e Legerkorps z.b.V.
Het Duitse 91e Legerkorps voor speciale inzet  (Duits: Generalkommando LXXXXI. Armeekorps z.b.V.) was een Duits legerkorps van de Wehrmacht tijdens de Tweede Wereldoorlog. Het korps kwam alleen in actie op de Balkan. 

## Krijgsgeschiedenis

### Oprichting
Het 91e Legerkorps z.b.V. werd opgericht op 7 augustus 1944 in Thessaloniki door omdopen van Korpsgruppe Saloniki. Deze Korpsgruppe was op 5 april 1944 omgedoopt uit OFK 395 (=Oberfeldkommandantur 395).

### Inzet
Het korps werd bij Heeresgruppe E ingezet voor bezettings- en beveiligingstaken in het gebied Thessaloniki-Larisa in Noord-Griekenland. Het stafkwartier was in Thessaloniki. Nadat de Sovjets hun opmars begonnen waren op de Balkan, begonnen de Duitsers langzaam uit Griekenland terug te trekken. Het korps lag vrij noordelijk en begon pas zijn terugtrekkende beweging eind oktober 1944. Op 3 november bevond het korps zich in Valandovo in Macedonië. Op 2 december was het al in de buurt van Aljinovići in Servië. Op 10 januari 1945 bevond het korps zich rond Višegrad. Tegen het midden januari 1945 kwam het korps aan in Đakovo in Slavonië en nam de verdediging op zich aan de Drau. Een redelijk stabiele maand volgde. Van 6 tot 21 maart 1945 voerde het korps Operatie Waldteufel uit, een van de steun-offensieven voor Operatie Frühlingserwachen. Hierbij stak het korps met vier divisies aan over de Drau, maar moest na 2 weken zich weer terugtrekken naar de zuidelijke over van de Drau. Eind maart werd het korps naar Karlovac verplaatst en bleef daar tot begin mei. Rond 7 mei trok het korps zich terug, via Zidani Most naar Ljubljana.
Het 91 Legerkorps z.b.V. capituleerde op 8 mei 1945.

## Bovenliggende bevelslagen
| Leger          | Legergroep     | Plaats/regio                  | Begin           | Eind       |
| -------------- | -------------- | ----------------------------- | --------------- | ---------- |
| Heeresgruppe E | Heeresgruppe F | Thessaloniki, Servië, Kroatië | 7 augustus 1944 | maart 1945 |
| Heeresgruppe E | OKW            | Kroatië                       | april 1945      | 1945       |
| OB Südost      | n.a.           | Slovenië                      | mei 1945        | mei 1945   |

## Commandanten

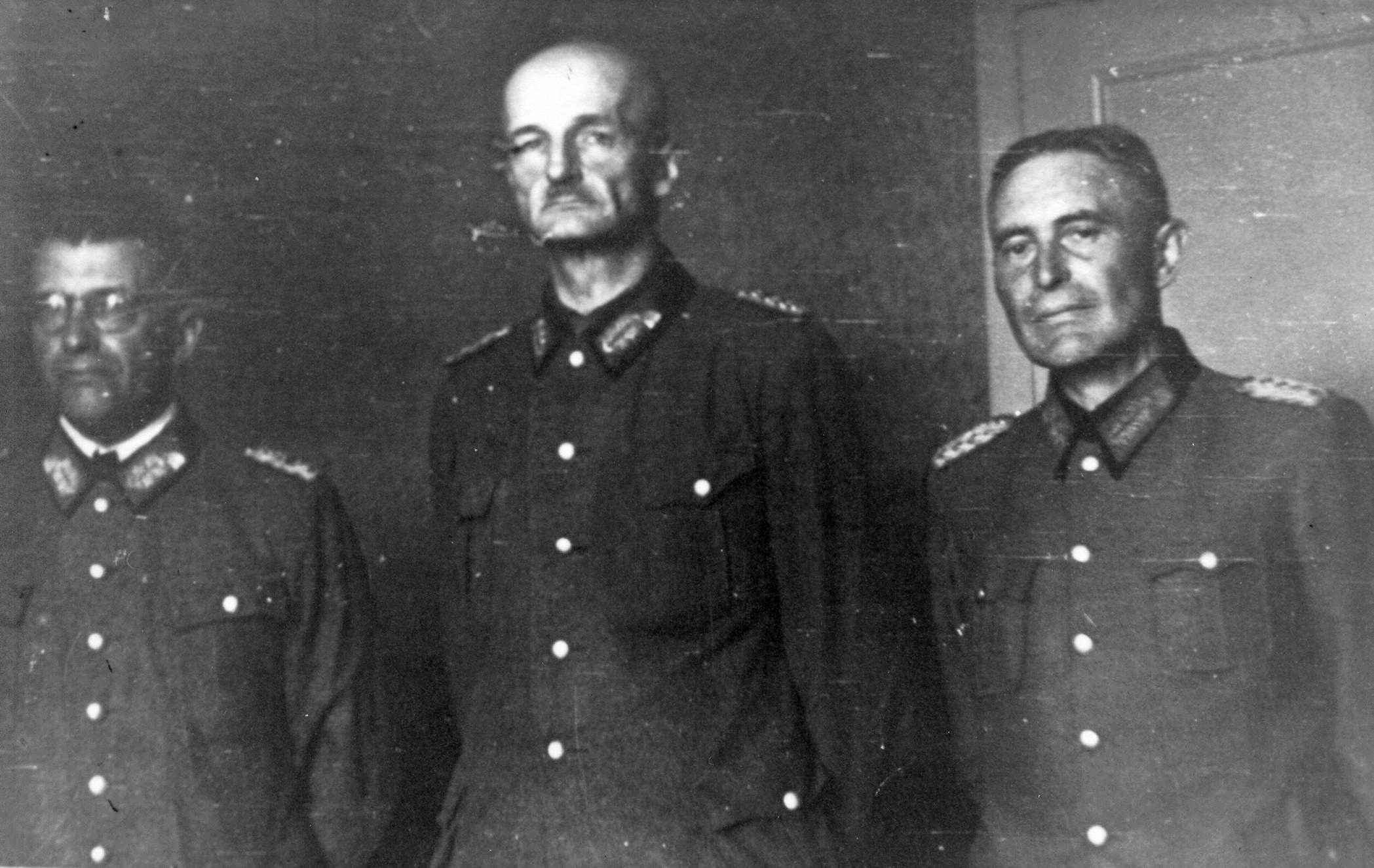
General Werner von Erdmannsdorff tezamen met General Heinz Kattner en Friedrich Stephan

| Rang                                                           | Naam                     | Begin             | Eind              |
| -------------------------------------------------------------- | ------------------------ | ----------------- | ----------------- |
| Generalleutnant                                                | Werner von Erdmannsdorff | 7 augustus 1944   | 18 september 1944 |
| Generalleutnant                                                | Ulrich Kleemann          | 18 september 1944 | 9 oktober 1944    |
| Generalleutnant General der Infanterie (vanaf 30 januari 1945) | Werner von Erdmannsdorff | 9 oktober 1944    | 8 mei 1945        |